# Stachyphrynium spicatum
Stachyphrynium spicatum är en strimbladsväxtart som först beskrevs av William Roxburgh, och fick sitt nu gällande namn av Karl Moritz Schumann. Stachyphrynium spicatum ingår i släktet Stachyphrynium och familjen strimbladsväxter. Inga underarter finns listade.